# Magyar Újságírók Romániai Egyesülete
Magyar Újságírók Romániai Egyesülete (MÚRE) Alapítás: 1990-ben Újságírók Szövetsége néven; 1993-tól Magyar Újságírók Romániai Egyesülete. Székhely: 1993-tól Marosvásárhely. Anyagilag a Spectator Alapítvány támogatja. Az 1993-as tisztújításkor Kántor Lajost, a Korunk főszerkesztőjét választották elnöknek, ügyvezető elnök Gáspár Sándor.
A MÚRE kapcsolatot alakított ki a sajtó egészével Románián belül, s a román határokon kívül működő újságíró egyesületekkel. Szerepet vállaltak az újságírószak beindításában, újságíróképzéssel foglalkoztak az 1990-es években többek közt Cseke Péter, a Korunk szerkesztőségi főtitkára, Cs. Gyimesi Éva, Péntek János. A kolozsvári a Babeș–Bolyai Tudományegyetemen 1993-ban alakult meg a magyar újságírószak, melynek ekkor 13 hallgatója volt. 1994. októberében Nagyváradon a Magyar Újságírók Romániai Egyesülete szervezésében a Sulyok István Református Főiskola keretében egyéves sajtószaktanfolyam indult. A szaktanfolyam előadói között volt többek közt Kántor Lajos, Kiss Gy. Csaba, Pomogáts Béla, Hankiss Elemér, Molnár Gusztáv, Lengyel László és Mester Ákos. 1995-ben a MÚRE-nak 381 tagja volt.

## Az egyesület jeles tagjai
- Szilágyi Aladár 1996-2000 közt alelnök